# Дјано д’Алба
Дјано д’Алба (итал. Diano d'Alba) је насеље у Италији у округу Кунео, региону Пијемонт.
Према процени из 2011. у насељу је живело 711 становника. Насеље се налази на надморској висини од 446 м.

## Становништво
| 1936. | 1951. | 1961. | 1971. | 1981. | 1991. | 2001. | 2011. |
| ----- | ----- | ----- | ----- | ----- | ----- | ----- | ----- |
| 2.960 | 2.629 | 2.250 | 2.217 | 2.482 | 2.734 | 2.980 | 3.451 |